# Uapití de Manxúria
El uapití de Manxúria (Cervus canadensis xanthopygus) és un mamífer herbívor de la família dels cèrvids. És una subespècie del uapití (Cervus canadensis). Viu a la Manxúria xinesa, d'on li ve el nom. És depredat pel tigre siberià. De mitjana, els mascles tenen una alçada a la creu de 145 cm i un pes de 170-250 kg. Els valors equivalents per a les femelles són 128 cm i 140-180 kg.